# Йоаким Евтивулис
Йоаким (на гръцки: Ιωακείμ) е православен духовник, митрополит на Вселенската патриаршия.

## Биография
Роден е през февруари 1855 година със светското име Александрос Евтивулис (Αλέξανδρος Ευθυβούλης) в цариградския квартал Мега Ревма в семейство с произход от Хиос. Ръкоположен е за дякон на 25 декември 1877 година от патриарх Йоаким II Константинополски. Завършва богословското училище на Халки в 1878 година с дисертация, озаглавена „За примата на папата“. На 28 октомври 1878 година става велик архидякон на Патриаршията. На 6 януари 1883 година е ръкоположен за презвитер от патриарх Йоаким III и заема длъжността велик протосингел на Патриаршията. На 5 януари 1885 година е ръкоположен за пловдивски митрополит в Източна Румелия в патриаршеската църква „Свети Георги“ във Фенер. Ръкополагането е извършено от митрополит Никодим Кизически в съслужение с митрополитите Герасим Анкарски, Константий Визенски, Кирил Гревенски, Антим Дебърски, Игнатий Литицки и Доротей Алепски. На 16 декември 1889 година е избран за халкидонски митрополит с 9 гласа от общо 11, срещу митрополитите Кирил Митилински (1 глас) и Василий Смирненски (1 глас). На 10 май 1897 година е избран за ефески митрополит. Умира в Корделио на 10 януари 1920 година.